# Euxoa cana
Euxoa cana är en fjärilsart som beskrevs av Lafontaine 1974. Euxoa cana ingår i släktet Euxoa och familjen nattflyn. Inga underarter finns listade i Catalogue of Life.